# Janusz Adamczyk (1947–2003)
Janusz Adamczyk (ur. 24 grudnia 1947 w Tarnowskich Górach, zm. 30 grudnia 2003) – generał brygady Wojska Polskiego, doktor nauk medycznych.

## Życiorys
W 1965 rozpoczął służbę wojskową jako słuchacz Wojskowej Akademii Medycznej w Łodzi. W 1971 uzyskał dyplom tej uczelni oraz promocję na stopień podporucznika. Służył m.in. w 13 pułku zmechanizowanym 5 Dywizji Pancernej w Kożuchowie (dowódca kompanii medycznej, starszy lekarz pułku) i 10 Dywizji Pancernej w Opolu (szef służby zdrowia). Kolejne awanse wojskowe uzyskiwał w 1972 (porucznik), 1976 (kapitan), 1980 (major), 1983 (podpułkownik), 1987 (pułkownik). W 1983 otrzymał tytuł doktora nauk medycznych.
W latach 1983–1989 był szefem Służby Zdrowia i zastępcą kwatermistrza Śląskiego Okręgu Wojskowego, następnie do 1995 zastępcą szefa Służby Zdrowia – inspektora sanitarnego Wojska Polskiego kolejno w Głównym Kwatermistrzostwie i Sztabie Generalnym Wojska Polskiego. Zajmował się opracowaniem nowego systemu zabezpieczenia medycznego sił zbrojnych RP oraz struktury organizacyjnej wojskowej służby zdrowia. W 1995 został komendantem 4 Wojskowego Szpitala Klinicznego z Polikliniką we Wrocławiu. Za sprawną organizację pomocy poszkodowanym w czasie powodzi w 1997 otrzymał wyróżnienie ministra obrony narodowej. Od 2001 był szefem Zarządu Wojskowej Służby Zdrowia w Generalnym Zarządzie Logistyki, a w lutym 2002 został szefem samodzielnego Zarządu Wojskowej Służby Zdrowia – szefem Służby Zdrowia Wojska Polskiego. Był jednocześnie pełnomocnikiem ministra obrony narodowej ds. resortowej opieki zdrowotnej. 15 sierpnia 2002 został mianowany na stopień generała brygady.
Był odznaczony m.in. Krzyżem Kawalerskim i Oficerskim Orderu Odrodzenia Polski oraz Złotym Krzyżem Zasługi.
Został pochowany na cmentarzu komunalnym przy ulicy Grabiszyńskiej we Wrocławiu.

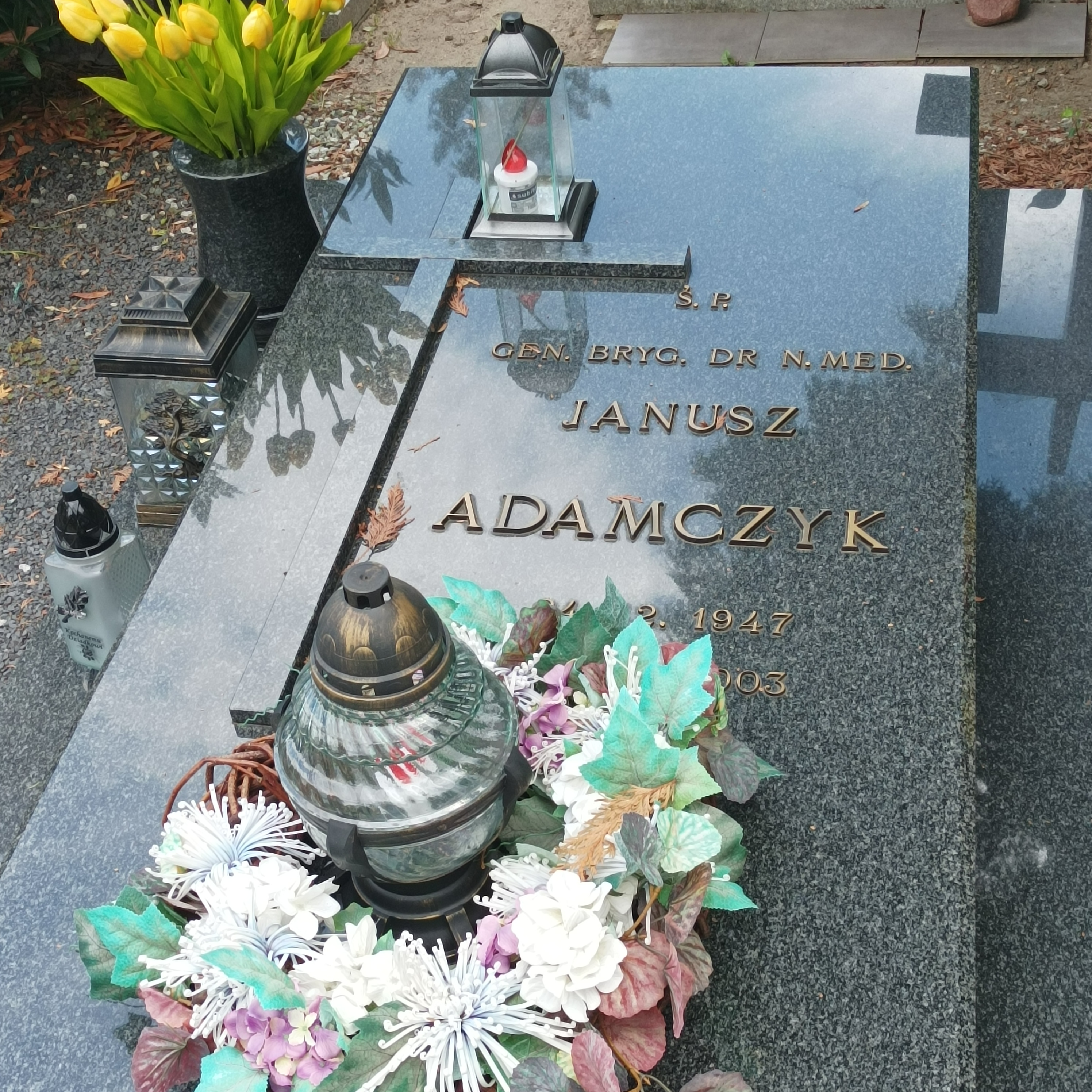
Grób gen. Janusza Adamczyka na Cmentarzu Grabiszyńskim